# آوانوس
آوانوس (به ترکی استانبولی: Avanos) شهری است در کشور ترکیه که در استان نوشهر واقع شده‌است. جمعیت این شهر بر اساس سرشماری سال ۲۰۰۸ میلادی ۱۱٬۶۴۷ نفر و بر اساس برآوردهای سال ۲۰۰۹ میلادی ۱۱٬۵۵۰ نفر می‌باشد.